# Mont-Saint-Père
Mont-Saint-Père es una comuna francesa situada en el departamento de Aisne, de la región de Alta Francia.

## Geografía
Está ubicada a 7 km al noreste de Château-Thierry. 

## Demografía
| 474 | 481 | 505 | 491 | 540 | 566 | 597 | 646 | 641 | 601 | 746 | 575 | 558 | 558 | 509 | 506 | 515 | 507 | 504 | 440 | 394 | 260 | 389 | 319 | 337 | 359 | 309 | 353 | 391 | 365 | 445 | 544 | 538 | 674 | 700 |
| Para los censos de 1962 a 1999 la población legal corresponde a la población sin duplicidades (Fuente: INSEE [Consultar]) |     |     |     |     |     |     |     |     |     |     |     |     |     |     |     |     |     |     |     |     |     |     |     |     |     |     |     |     |     |     |     |     |     |     |